# Спијано (Салерно)
Спијано је насеље у Италији у округу Салерно, региону Кампанија.
Према процени из 2011. у насељу је живело 694 становника. Насеље се налази на надморској висини од 240 м.